# Lijst van rijksmonumenten in Vessem
De plaats Vessem telt 11 inschrijvingen in het rijksmonumentenregister. Hieronder een overzicht.
| Object                                                    | Oorspronkelijke functie?  | Bouwjaar                    | Architect | Locatie               | Coördinaten?                  | Nr.?   | Afbeelding                                                |
| --------------------------------------------------------- | ------------------------- | --------------------------- | --------- | --------------------- | ----------------------------- | ------ | --------------------------------------------------------- |
| Jacobushoeve                                              | Boerderij                 | eerste helft 19e eeuw       |           | Jan Smuldersstraat 4  | 51° 25' 2" NB, 5° 17' 6" OL   | 37238  | Meer afbeeldingen                                         |
| Langgevelboerderij                                        | Boerderij                 | eerste helft 19e eeuw       |           | Jan Smuldersstraat 6  | 51° 25' 3" NB, 5° 17' 9" OL   | 37239  | Meer afbeeldingen                                         |
| St. Lambertus                                             | Kerk en kerkonderdeel     | 1882-1883                   | H.Bekkers | Servatiusstraat 8     | 51° 25' 2" NB, 5° 17' 22" OL  | 37240  | Meer afbeeldingen                                         |
| Toren van de R.K. Kerk van St. Lambertus                  | Kerk en kerkonderdeel     | 15e eeuw                    |           | Servatiusstraat 8     | 51° 25' 2" NB, 5° 17' 22" OL  | 37241  | Toren van de R.K. Kerk van St. Lambertus                  |
| Dorpswoning met koetshuis en hek                          | Woonhuis                  | 1863                        |           | Servatiusstraat 9     | 51° 25' 5" NB, 5° 17' 22" OL  | 37242  | Meer afbeeldingen                                         |
| Ronde stenen bergkorenmolen Jacobus                       | Industrie- en poldermolen | 1893                        |           | Wilhelminalaan 18     | 51° 25' 15" NB, 5° 17' 15" OL | 37243  | Meer afbeeldingen                                         |
| Terrein waarin de overblijfselen van een nederzetting     | Archeologisch monument    | Middeleeuwen                |           |                       | 51° 25' 49" NB, 5° 18' 11" OL | 46111  | Terrein waarin de overblijfselen van een nederzetting     |
| Terrein waarin twee grafheuvels                           | Archeologisch monument    | Neolithicum en/of Bronstijd |           |                       | 51° 24' 52" NB, 5° 18' 43" OL | 46112  | Upload foto                                               |
| Houtskelet van een langgevelboerderij van zes traveeën    | Boerderij                 | late middeleeuwen           |           | Maaskant 5            | 51° 25' 7" NB, 5° 18' 4" OL   | 468633 | Meer afbeeldingen                                         |
| De calvarieberg met beeldengroep op kerhof Sint Lambertus | Kerk en kerkonderdeel     | 1887                        |           | Servatiusstraat bij 8 | 51° 25' 1" NB, 5° 17' 22" OL  | 520268 | De calvarieberg met beeldengroep op kerhof Sint Lambertus |
| Woonhuis                                                  | Woonhuis                  | ca. 1900                    |           | Jan Smuldersstraat 3  | 51° 25' 5" NB, 5° 17' 8" OL   | 520269 | Meer afbeeldingen                                         |